# Rudolf Christoph Eucken
Rudolf Christoph Eucken (født 5. januar 1846 i Aurich, død 15. september 1926 i Jena) var en tysk (frisisk) filosof. Han blev tildelt nobelprisen i litteratur i 1908. Han blev udnævnt til professor i filosofi i 1871 i Basel og 1874 i Jena.